# Xúnovo
Xúnovo (en rus: Шуново) és un poble de l'óblast de Vladímir, a Rússia, segons el cens del 2010 tenia 31 habitants. Pertany al districte municipal de Sóbinka.